# 圣皮埃尔迪博盖拉尔
圣皮埃尔-迪博盖拉尔（法語：Saint-Pierre-du-Bosguérard，法語發音：[sɛ̃ pjɛʁ dy boɡeʁaʁ]）是法国厄尔省的一个市镇，位于该省北部，属于贝尔奈区。

## 地理
圣皮埃尔-迪博盖拉尔（49°15'41"N, 0°53'25"E）面积10.1 平方千米，位于法国诺曼底大区厄尔省，该省份为法国北部内陆省份，北起滨海塞纳省，西接奧恩省和卡爾瓦多斯省，南至厄尔-卢瓦省，东临瓦兹省、瓦兹河谷省和伊夫林省。
与圣皮埃尔-迪博盖拉尔接壤的市镇（或旧市镇、城区）包括：博鲁穆瓦、大布特鲁尔德、莱蒙迪鲁穆瓦。
圣皮埃尔-迪博盖拉尔的时区为UTC+01:00、UTC+02:00（夏令时）。

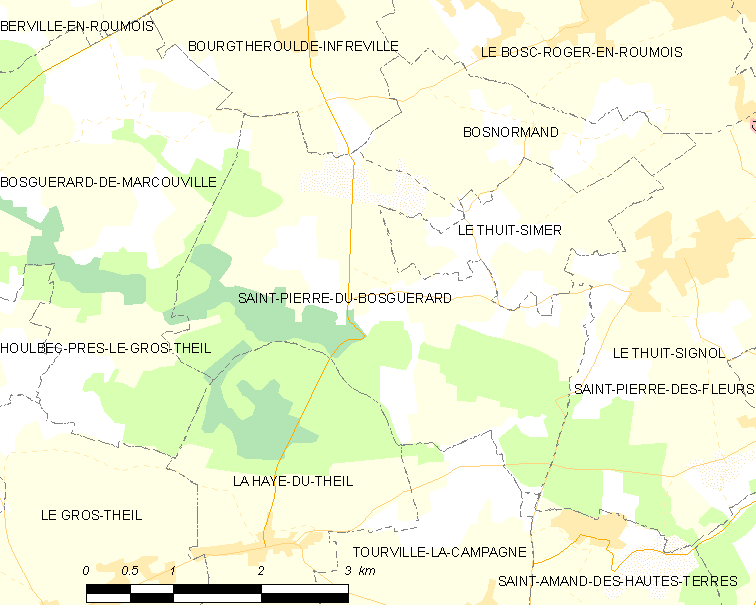
圣皮埃尔-迪博盖拉尔的OSM定位图

## 行政
圣皮埃尔-迪博盖拉尔的邮政编码为27370，INSEE市镇编码为27595。

## 政治
圣皮埃尔-迪博盖拉尔所属的省级选区为大布特鲁尔德县。

## 人口

1962-2008年间圣皮埃尔-迪博盖拉尔人口变化图示

圣皮埃尔-迪博盖拉尔于2022年1月1日时的人口数量为962人。